# Edward Pilszak
Edward Pilszak (ur. 18 stycznia 1928, zm. 23 kwietnia 2010) – polski sportowiec, piłkarz, lekkoatleta, hokeista, łyżwiarz szybki, trener, działacz i sędzia sportowy.

## Życiorys

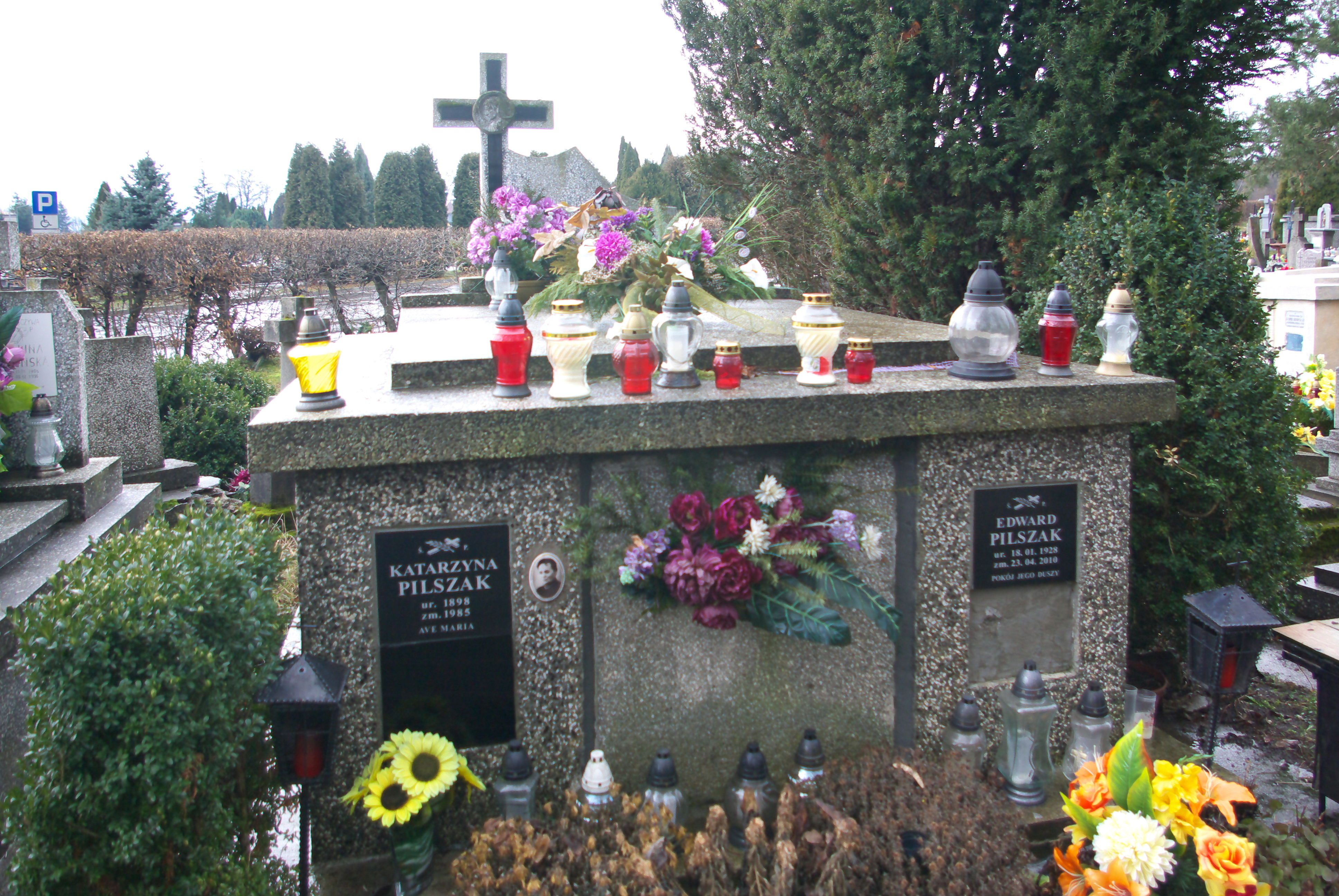
Grobowiec rodziny Pilszaków w Sanoku

Urodził się 18 stycznia 1928. Po zakończeniu II wojny światowej został zawodnikiem OMTUR w Sanoku. 8 września 1946 wystąpił w pierwszym meczu piłkarskim nowego utworzonego zespołu KS Wagon Sanok (późniejsza Stal Sanok) przeciwko drużynie KS Huta Krosno. Odbył kurs na instruktora piłki nożnej u boku Ryszarda Koncewicza, po czym trenował zespół OMTUR w Sanoku, a później drużynę działającą pod egidą Sanockiej Fabryki Wagonów „Sanowag” (późniejsza Sanocka Fabryka Autobusów „Autosan”, grający w Klasie C, a później w Klasie B. W porze zimowej uprawiał łyżwiarstwo. Od 1949 odbywał służbę wojskową i kształcił się w Technicznej Szkole Wojsk Lotniczych w Zamościu oraz w Oficerskiej Szkole Lotniczej w Warszawie. W tym czasie nadal uprawiał piłkę nożną, hokej na lodzie i pięciobój, trenując w klubach WKS „Technik” Zamość i WKS „Lotnik” Warszawa. Uzyskał uprawnienia instruktora hokeja na lodzie. Przeniesiony do rezerwy w stopniu podporucznika lotnictwa podjął pracę w Zakładach Mechanicznych w Tarnowie. Został zawodnikiem tamtejszego klubu hokejowego Metal Tarnów.
Do Sanoka powrócił w 1960 lub 1962. Został zatrudniony w zakładzie SFA „Autosan”. W rodzinnym mieście podjął uprawianie hokeja na lodzie i był jednym z pierwszych inicjatorów tej dyscypliny w mieście oraz pierwszym szkoleniowcem i instruktorem. Był zawodnikiem zespołu Sanoczanki Sanok, następnie sekcji hokejowej Stali Sanok. Jako zawodnik grał na pozycji obrońcy. Wraz z nim w drużynie występował m.in. Stefan Tarapacki. Wypatrzył m.in. talent hokeisty Czesława Radwańskiego, a wśród jego wychowanków byli także Jan Paszkiewicz, braci Adam i Jan Łakosowie, Zbigniew Buczek, Kazimierz Szostak, Ryszard Bieleń. Od 1965 do 1967 pełnił funkcję kierownika sekcji hokejowej Stali Sanok. Był jednym z inicjatorów budowy lodowiska Torsan. Po przerwaniu pracy szkoleniowej w 1972 był sędzią hokejowym.
Uprawiał także łyżwiarstwo szybkie. W Sanoku stworzył zespół zawodników w tej dyscyplinie, którego był szkoleniowcem i członkiem jako sportowcem. Był twórcą, zawodnikiem i trenerem sekcji łyżwiarskiej, założonej w 1965 i w latach 60. będącej jedyną w województwie rzeszowskim, działającej przy stadionie POSTiW „Wierchy” w Sanoku. W lutym 1967 w zawodach Wojewódzkiej Spartakiady na tymże obiekcie indywidualnie wygrał zawody w wieloboju seniorów oraz drużynowo zwyciężył w składzie kadry powiatu sanockiego. Jako najstarszy zawodnik brał udział w edycjach łyżwiarskiego Maratonu Walterowskiego, upamiętniającego gen. Karola Świerczewskiego (I: 23 marca 1986, II: 22 marca 1987). Później był instruktorem w sanockich klubach łyżwiarstwa szybkiego: w MKS Zryw Sanok (w latach 1969-1970 i 1976-1979) oraz w SKŁ Górnik Sanok (od 1980). W tym czasie szkolił panczenistów, startujących w zawodach rangi mistrzowskiej i pucharowej w kraju i za granicą. Był także sędzią łyżwiarstwa szybkiego. W 1983, będąc zatrudnionym w dziale TNS, obchodził jubileusz 30-lecia pracy w fabryce. Odszedł na emeryturę w 1990. Jako instruktor i trener grup młodzieżowych pozostawał w strukturze kontynuatorów hokejowej Stali Sanok – klubach STS, SKH (prowadził także zajęcia w UKS Sanok, w 2000 utworzył przy klubie szkółkę hokejową) i KH Sanok.
Zmarł 23 kwietnia 2010 i został pochowany w grobowcu rodzinnym na Cmentarzu Centralnym w Sanoku 26 kwietnia 2010.

## Odznaczenia i wyróżnienia
- Złota Odznaka PZŁS[1]
- Odznaka „Zasłużony dla Sanoka” (1983)[20][1]
- Nagroda Miasta Sanoka w dziedzinie sportu za rok 2000[21][22][23][24]